# Kozakken Boys
Kozakken Boys es un club de fútbol neerlandés de la ciudad de Werkendam en la provincia del Brabante Septentrional. Actualmente compite en Derde Divisie, la cuarta liga más importante del fútbol neerlandés.

## Historia
Fundado en 1932 bajo la denominación Steeds Voorwaarts Werkendam cuando pasa a formar parte en 1935 de la KNVB debió cambiar su nombre pues ya existía un club con ese nombre. Es  entonces cuando decide llamarse de la manera actual en honor a los cosacos que liberaron la ciudad de los franceses en 1813. En 1939 el Werkendamse Voetbal Vereniging, el otro club de la ciudad, se unió al Kozak Boys siendo desde entonces el único club de fútbol en Werkendam.

## Palmarés
- Vierde Klasse (1): 1945/46
- Derde Klasse (2): 1947/48, 1954/55
- Tweede Klasse (2): 1956/57, 1960/61
- Hoofdklasse (4): 1984/85, 1991/92, 1992/93, 1994/95
- Eerste Klasse (2): 1990/91, 2003/04
- Derde Divisie (1): 2014/15
- Districtsbeker (1): 2011/12